# 哈依夏·塔巴熱克
哈依夏·塔巴热克（1957年11月7日—）是中国大陆哈薩克族女性作家、编剧、文学翻译家、中国共产党党员。

## 经历
1996年，她憑藉漢語中篇小說《魂在人間》獲得第四屆全国少数民族文学骏马奖中篇小說獎。2001年，她憑藉翻譯作品長篇小說《獵驕昆彌》獲得第七屆全国少数民族文学骏马奖文学翻译奖。2003年，獲得新疆第一届天山文艺奖文学翻译奖與荣誉奖。她曾經出任2018年上映的電影《远去的牧歌》以及 2019年上映的战争音乐史诗《音乐家》的编剧。她還為迪马斯的歌曲《难忘的一天》填寫過普通話版的歌词。